# Hannut
Hannut je město ve Valonsku, provincii Lutych v Belgii. Má přibližně 16 tisíc obyvatel a rozlohu 86,5 km².
Město se skládá z těchto městských částí: Abolens, Avernas-le-Bauduin, Avin, Bertrée, Blehen, Cras-Avernas, Crehen, Grand-Hallet, Hannut, Lens-Saint-Remy, Merdorp, Moxhe, Petit -Hallet, Thisegné, Poucet Villers-le-Peuplier a Wansin.
U města se 12. května 1940 odehrála tanková bitva u Hannut.